# Scionomia nasuta
Scionomia nasuta är en fjärilsart som beskrevs av Louis Beethoven Prout 1915. Scionomia nasuta ingår i släktet Scionomia och familjen mätare. Inga underarter finns listade.